# Constanze Janda
Constanze Janda (* 1976 in Dessau als Constanze Abig) ist eine deutsche Rechtswissenschaftlerin und Hochschullehrerin an der Deutschen Universität für Verwaltungswissenschaften Speyer.

## Leben
Janda studierte von 1994 bis zu ihrem Ersten Juristischen Staatsexamen 2000 Rechtswissenschaften an der Universität Jena. Anschließend studierte sie im Rahmen eines postgradualen Studiums an der Katholischen Universität Löwen, wo sie 2001 den Titel European Master in Social Security erwarb. Von 2000 bis 2002 war sie wissenschaftliche Mitarbeiterin am Jenaer Lehrstuhl von Eberhard Eichenhofer. Unter dessen Betreuung promovierte Janda 2002 mit einer krankenversicherungsrechtlichen Schrift zur Dr. iur. Anschließend absolvierte sie ihr Referendariat am Landgericht Erfurt, das sie 2004 mit dem Zweiten Juristischen Staatsexamen abschloss. Im Anschluss daran war sie abermals als wissenschaftliche Mitarbeiterin an Eichenhofers Lehrstuhl tätig. 2012 habilitierte sie sich und erhielt die Venia legendi für die Fächer Bürgerliches Recht, Medizinrecht, Deutsches und Europäisches Sozialrecht.
Nach einer Lehrstuhlvertretung an der Universität Hamburg war sie von 2013 bis 2016 Professorin für Sozialrecht, Europäisches Arbeitsrecht und Allgemeines Zivilrecht an der SRH Hochschule Heidelberg. Seit 2016 hat sie den Lehrstuhl für Sozialrecht und Verwaltungswissenschaft an der Deutschen Universität für Verwaltungswissenschaften Speyer inne.
Janda ist verheiratet und hat zwei Kinder.

## Schriften (Auswahl)
Jandas Forschungsschwerpunkte liegen vor allem im deutschen, europäischen und internationalen Recht der sozialen Sicherheit und dessen Bezügen zum Arbeitsrecht sowie im Migrationsrecht.
- Die Rechtsstellung nichtärztlicher Leistungserbringer in der gesetzlichen Krankenversicherung – Eine vergleichende Untersuchung am Beispiel des Rettungswesens in Deutschland und Frankreich (= Schriften zum Sozial- und Arbeitsrecht. Nr. 219). Duncker & Humblot, Berlin 2003, ISBN 978-3-428-11210-4 (Zugl.: Jena, Univ., Diss., 2002/2003).
- Migranten im Sozialstaat (= Jus Privatum. Nr. 167). Mohr Siebeck, Tübingen 2012, ISBN 978-3-16-151933-8 (Zugl.: Jena, Univ., Habil.-Schr., 2012).
- mit Dorothee Frings, Stefan Keßler und Eva Steffens: Sozialrecht für Zuwanderer. 2. Auflage. Nomos, Baden-Baden 2018, ISBN 978-3-8487-3382-8.
- mit Dorothee Frings, Stefan Keßler, Eva Steffen: Sozialrecht für Zuwanderer (= NomosPraxis). 2.  Auflage. Nomos; Deutscher Anwaltverein, Arbeitsgemeinschaft Sozialrecht, Baden-Baden 2018, ISBN 978-3-8487-3382-8.
- mit Mathieu Wagner: Diskriminierung von und wegen Kindern. Eine rechtliche Betrachtung des jungen Alters. Antidiskriminierungsstelle des Bundes, Deutsche Universität für Verwaltungswissenschaften Speyer, Speyer 2021, ISBN 978-3-8487-7398-5 (antidiskriminierungsstelle.de [PDF; abgerufen am 7. Juni 2024]).
- Medizinrecht (= utb Recht, Medizin, Gesundheits- und Pflegewissenschaften. Nr. 3341). 5., überarbeitete und aktualisierte  Auflage. UVK Verlag, München 2022, ISBN 978-3-8252-5892-4.
- Pflegerecht (= Kompendien für Studium, Praxis und Fortbildung). 3., aktualisierte und überarbeitete  Auflage. Nomos, Baden-Baden 2023, ISBN 978-3-7560-0236-8.